# 569
569 foi um ano comum do século VI que teve início e terminou a uma terça-feira, segundo o Calendário Juliano. a sua letra dominical foi F
| Ano completo                       |
| ---------------------------------- |
| Ano comum com início à terça-feira |

## Mortes
- Aretas V (gassânida)